# Christoph Hohlfeld

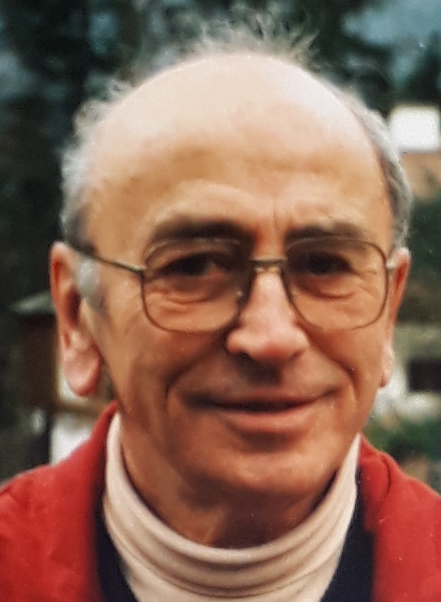
Christoph Hohlfeld

Christoph Hohlfeld (* 15. Juli 1922 in Pegau, Sachsen; † 9. Oktober 2010 in Hamburg) war ein deutscher Musiktheoretiker und Komponist.

## Leben und Werk

### Studium und Lehrtätigkeit
Christoph Hohlfeld empfing seine musikalische Prägung als Mitglied des Leipziger Thomanerchores durch Karl Straube und Günther Ramin. Nach Krieg und Gefangenschaft studierte er an der Musikhochschule Leipzig Komposition und Theorie bei Wilhelm Weismann und Arnold Matz.
Stationen seiner Tätigkeit bildeten Halle, Berlin und Dresden. 1960 berief ihn Wilhelm Maler an die Hochschule für Musik und Theater nach Hamburg, wo er fortan als Lehrer für Komposition und Musiktheorie wirkte. 1968 wurde Hohlfeld zum Professor ernannt. In Anerkennung seiner musiktheoretischen Forschung wurde ihm 1992 die Würde eines Doktors der musikalischen Wissenschaften ehrenhalber (Dr. h. c. sc. mus.) verliehen.

### Palestrina-Analyse und Übersetzung des Gesamtwerks von Zarlino
In Hamburg begann Hohlfeld neben seiner Lehrtätigkeit, intensiv den einstimmigen gregorianischen Choral und die Theorie der modalen Mehrstimmigkeit zu studieren. In zum Teil mehreren Arbeitsschritten übertrug er zahlreiche Werke der schwarzen und weißen Mensuralnotation von der Ars antiqua über Machaut und Dufay bis Ockeghem aus den Faksimiles in Partitur. Besonders intensiv befasste sich Christoph Hohlfeld mit der Musik Palestrinas in ihrer linearen und satztechnischen Vollkommenheit – unbeirrt davon, dass jene in den 1970er und 80er Jahren zu einem Zeitgeist in Widerspruch stand, der Palestrina in die zweite Reihe hinter Komponisten wie Josquin verwies. Die Motivation, das große Projekt einer Übersetzung des musiktheoretischen Gesamtwerkes von Gioseffo Zarlino anzugehen und über viele Jahre zu verfolgen, dürfte für Hohlfeld darin bestanden haben, auf diese Weise einem adäquaten Verständnis der Musik Palestrinas näher zu kommen. Mit einer Veröffentlichung der ein fast Jahrzehnt dauernden Arbeit, die seit 2020 schrittweise über ein Projekt der Musikhochschule Leipzig und des Deutschen Historischen Instituts in Rom erfolgt, konnte Hohlfeld zu seinen Lebzeiten nicht rechnen.

### Theorie der Melodie und Schule musikalischen Denkens
Es war das Studium der reinen Einstimmigkeit, der Gregorianik, aus dem Hohlfeld die Elementarbegriffe seiner Lehre gewann. Aus den Erfahrungen mit der modalen Einstimmigkeit und dem Kontrapunkt entwickelte Hohlfeld eine Theorie der Melodie, die im Mittelpunkt seines musiktheoretischen Denkens steht. Seine Lehre der Tonbeziehungen geht von dem durch harmonische oder metrische Bindung zunächst unbelasteten autonomen Ton aus. Zur Tonebene geweitet, kann ein Zentralton zu beiden Seiten Wirkungsfelder ausbilden – engaffinitiv (eng verwandt) im Kleinterzabstand und weitaffinitiv im Quartabstand (Tetrachord). Über diese Begrenzungen hinaus ist die affinitive Feldbildung einer zentralen Tonebene erschöpft.
Neben zentralen und affinitiven Tönen findet Hohlfeld eine weitere Kategorie melodischer Tonbeziehungen. Je nachdem, ob Großterz und Quinte oberhalb oder unterhalb einer zentralen Ebene liegen, können diese entweder als Steigerungs- oder als Basistöne wirken. Das Steigern und Fundieren durch Großterz oder Quinte schließt keimhaft eine harmonische Komponente der Melodie ein. Wie in den alten Modi (Kirchentonarten) sind zentrale Ebenen primär der Ténor, die Spannungsebene auf der Quinte oder Terz, und die Finalis oder Basisebene auf der Prime der Tonart bzw. des Modus.
Hohlfeld wendet seine Melodie-Theorie stilübergreifend an. Spuren modalen Denkens findet er in der harmonisch gebundenen Musik des 18. und 19. Jahrhunderts ebenso wie in Kompositionen des 20. Jahrhunderts, bei Debussy, Schönberg und insbesondere bei Bartók. Melodische Kriterien greifen indes nicht allein in unmittelbaren horizontalen Verläufen, sie betreffen übergeordnet auch die Form, Tonbeziehungen zwischen einzelnen Abschnitten eines Satzes oder zwischen den Sätzen eines Werkes.
Der eigenständige und seinerzeit neuartige musiktheoretische und musikanalytische Ansatz fand zunächst durch seinen Schülerkreis Verbreitung, bevor Hohlfeld die zentralen Themen seiner Arbeit in den drei Bänden einer Schule musikalischen Denkens zusammenfasste: Der Cantus-firmus-Satz bei Palestrina (mit Reinhard Bahr, 1994); Johann Sebastian Bach. Das Wohltemperierte Klavier 1722 (2000); und Beethovens Weg (2003). Eine mehrteilige Theorie der Melodie (1989), die einen systematischen Teil wie auch Einzelanalysen umfasst, blieb unveröffentlicht. Das Typoskript befindet sich als Teil des musiktheoretischen Nachlasses von Christoph Hohlfeld in der Bibliothek der Hochschule für Musik und Theater Hamburg.

### Kompositorisches Schaffen
Das kompositorische Schaffen Hohlfelds reicht von Orchester- und Kammermusik bis zum Märchenstück, der Schwerpunkt insbesondere in den späten Jahren liegt jedoch in der Vokal- und Chormusik. Die Prägung durch den Thomanerchor und die Musik Bachs spiegelt sich hier ebenso wider wie seine Erfahrungen als Chorleiter in den 1960er und 1970er Jahren, unter anderem der Hamburger Liedertafel. Hohlfeld vertonte unter anderem Lyrik von Rilke, Kaschnitz und Storm, vor allem komponierte er aber zahlreiche Werke geistlicher Musik.

## Musiktheoretische Schriften (Auswahl)
- 1970: Grundlagen der Musiktheorie. Methodisch-praktische Elementarlehre (mit Hermann Rauhe). Wolfenbüttel und Zürich: Möseler, ISBN 3-7877-3509-7
- 1990: Theorie der Melodie, 3 Teile, 1. Theorie der Melodie [Systemantischer Teil], 2. Die alternativen musikalischen Prinzipien und ihr Verhältnis zur Melodie, 3. Analytischer Teil; unveröffentlichtes Typoskript, Bibliothek der Hochschule für Musik und Theater Hamburg
- 1994: Schule musikalischen Denkens (Teil 1). Der Cantus-firmus-Satz bei Palestrina (mit Reinhard Bahr). Wilhelmshaven: Noetzel, ISBN 3-7959-0649-0
- 2000: Schule musikalischen Denkens (Teil 2). Johann Sebastian Bach. Das Wohltemperierte Klavier 1722. Schule musikalischen Denkens. Wilhelmshaven: Noetzel, ISBN 3-7959-0649-0
- 2000: Zur Symmetriekomponente im melodischen Denken, in: Kultur, Bildung, Politik. Festschrift für Hermann Rauhe zum 70. Geburtstag, (= Musik und, Bd. 3), hrsg. von Hanns-Werner Heister und Wolfgang Hochstein, Hamburg: von Bockel, S. 101–128, ISBN 3-7957-0718-8
- 2000: „Im Gegenwärtigen Vergangenes“. Vier Essay zur Komposition, in: Musik – nicht ohne Worte, hrsg. von Manfred Stahnke, Musik und, Bd. 2, hrsg. von Hanns-Werner Heister und Wolfgang Hochstein. Hamburg: von Bockel, S. 189-240, ISBN 3-9326-9633-6
- 2003: Beethovens Weg. Eroica op. 55. Schule musikalischen Denkens, Teil 3. Wilhelmshaven: Noetzel, ISBN 3-7959-0817-5

## Kompositionen (Auswahl)
- 1959/1995: Das Gleichnis vom Säemann. Nach Lukas 8, 5–15. Motette für Soli, Chor und Instrumente
- 1960: Capriccio über die vier Temperamente für Cembalo
- 1961: Die Prinzessin auf der Erbse: Ein Märchen von H. C. Andersen
- 1961/1980: Vier Lieder. Nach Gedichten von Theodor Storm für dreistimmigen Männerchor
- 1975: Trio für Klavier, Viola und Violoncello
- 1981: Fantasie „Fürchte dich nicht! Ich bin bei dir“ für drei Stimmen. Orgel. Zum Evangelischen Kirchentag in Hamburg
- 1982: Der Panther: Lieder nach Gedichten von Rainer Maria Rilke für Bass und Klavier
- 1985: Fantasie für Klavier
- 1986: Sonate für Violine und Klavier
- 1988: Sinfonia concertante
- 1989/1993: Bachstudien (für kleines Orchester)
- 1990: Gedichtvertonung und Fantasie für Violine allein über das Gedicht „Diese drei Tage“ von Marie Luise Kaschnitz
- 1994: Sieben Präludien für Klavier
- 2001: Die Berufung des Matthias nach Apostelgeschichte 1. Kantate für vierstimmig gemischten Chor, Frauen-Terzett, Solo-Tenor, Solo-Baß, Sprecher, zwei Flöten, Horn, Trompete und Orgel. Kompositionsauftrag der Gemeinde St. Matthias Jork
- 2001/2007: Vom heiligen Wort: nach Johannes 6, 66–69; Motette für Soli, Chor und Orgel
- 2005: Vier kleine Spruchmotetten für 2 Soli, 4-stimmig gemischten Chor, Flöte und Orgel

## Tonaufnahmen
- 1985: Capriccio über die vier Temperamente für Cembalo, in: Kristin Wachenfeld – Cembalo modern (LP, Musikproduktion Ambitus/Teldec Press, Hamburg/Pommersfelden)
- 1990: Werke für Tasteninstrumente: Sieben Klavierstücke, Fantasie für Klavier, Fantasie für zweimanualiges Cembalo, „Fürchte Dich nicht!“ Orgelfantasie für drei Stimmen; Peter Erckens - Piano, Mathias Weber - Piano, Carsten Lohff - Cembalo, Gerhard Dickel - Orgel (LP, Mediadisc Classic, Lüneburg)
- 1998: Der Panther, Sieben Praeludien für Klavier, Gedichtvertonung „Diese drei Tage“, Fantasie für Violine Solo, Das Gleichnis vom Säemann; Mathias Weber - Piano, Hartmut Ochs/Catherine Fourcassier/Martina Hamburg/Tobias Schnabel (Solo-Stimmen), Vocalensemble und Instrumentalisten der Hochschule für Musik und Theater Hamburg, Leitung Klaus Vetter (CD, Nomos, Hamburg)